# Ahmad-i Jam
Xihab-ad-Din Abu-Nasr Àhmad ibn Abi-l-Hàssan ibn Àhmad ibn Muhàmmad an-Namaqí al-Jamí, més conegut com a Aḥmad-i Jām (o Aḥmad-e Jām), Aḥmad de Jām o Aḥmad-i- Jāmī, així com pel sobrenom Žanda Pīl, literalment "Elefant-colós", fou un poeta i mestre sufí persa. Va néixer a Kashmar el 1049 i va morir el 1141 a Torbat Jam, on es troba el seu mausoleu i on va fundar un masjid-i nur, un convent (khankah), una mesquita i una catedral.
Va escriure (en persa):
- Uns al-taibin
- Siradj al-sairin
- Futuh al-Kulub
- Rabdat al-mudhnibin
- Bihar al-hakika
- Kunus al-kikma
- Miflak al-nadjat